# Международный аэропорт имени Рафика Харири
Международный аэропорт имени Рафика Харири, также известный как Бейрутский международный аэропорт (ИАТА: BEY, ИКАО: OLBA) (араб. ‎ مطار بيروت ), расположен в 9 км от Бейрута (Ливан). Назван в честь ливанского политического деятеля, погибшего в результате террористического акта. Основной аэропорт ливанских авиакомпаний Middle East Airlines и транспортной Trans Mediterranean Airways.

## История

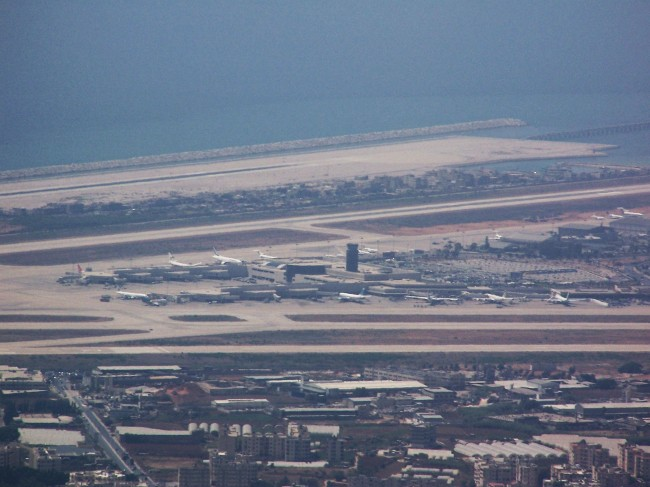
Бейрутский аэропорт в 2004 году

- 23 апреля 1954 года — открытие аэропорта.
- 28 декабря 1968 года — израильский спецназ в ответ на террористические акты палестинцев против израильских самолётов произвел рейд на аэропорт, в результате которого было уничтожено 13—14 самолётов (см. Израильский рейд на аэропорт Бейрута).
- 1975 год — в результате начала Гражданской войны в Ливане из аэропорта ушли почти все авиакомпании.
- 1977 год — реконструкция терминала
- 1982 год — аэропорт сильно поврежден в результате обстрелов в ходе Ливанской войны
- 1983 год — взрывы казарм миротворцев на территории аэропорта
- 1994 год — начало 10-летней реконструкции аэропорта, строительство новых терминалов, двух ВПП и объектов инфраструктуры.

- 1998 год — завершение строительства нового терминала
- 13 июля 2006 года — все три ВПП получили повреждения от ракетных ударов в ходе Второй ливанской войны

## Авиакомпании и направления
| Авиакомпании             | Пункты назначения |
| ------------------------ | --- |
| Aegean Airlines          | Афины |
| Air Algerie              | Алжир |
| Air Arabia               | Шарджа |
| Air Arabia Egypt         | Шарм-эль-Шейх |
| Air France               | Париж |
| Air Serbia               | Белград |
| Armenia                  | Ереван |
| Atlasjet                 | Адана, Стамбул |
| Belavia                  | Минск |
| British Airways          | Лондон |
| Bulgaria Air             | София |
| Cyprus Airways           | Ларнака |
| Egypt Air                | Александрия, Каир |
| Emirates                 | Дубай |
| Ethiopian Airlines       | Аддис-Абеба |
| Etihad Airways           | Абу-Даби |
| Fly Baghdad              | Ан-Наджаф |
| Flydubai                 | Дубай |
| FlyNAS                   | Эр-Рияд |
| Germania Flug            | Цюрих |
| Gulf Air                 | Манама |
| Iran Air                 | Машад, Тегеран |
| Iraqi Airways            | Ан-Наджаф, Багдад, Басра, Сулеймания |
| Jordan aviation airlines | Амман |
| Kuwait Airways           | Эль-Кувейт |
| LOT                      | Варшава |
| Lufthansa                | Франкфурт-на-Майне |
| Middle East Airlines     | Абиджан, Амман, Ан-Наджаф, Афины, Багдад, Басра, Брюссель, Даммам, Джидда, Доха, Дубай, Ереван, Женева, Каир, Копенгаген, Ларнака, Лондон, Мадрид, Ницца, Париж, Рим, Стамбул, Франкфурт-на-Майне, Эль-Кувейт, Эр-Рияд, Эрбил |
| Pegasus                  | Анталья, Стамбул |
| Qatar Airways            | Доха |
| Royal Air Maroc          | Касабланка |
| Royal Jordanian          | Амман |
| RusLine                  | Краснодар |
| Ryanair                  | Пафос |
| Saudi Arabian Airlines   | Джидда, Медина, Эр-Рияд |
| Scandinavian Airlines    | Копенгаген, Стокгольм |
| Tarom                    | Бухарест |
| Transavia                | Амстердам |
| Transavia France         | Лион, Париж |
| Tunisair                 | Тунис |
| Turkish Airlines         | Анталья, Стамбул |
| Vueling                  | Барселона |